# Stazione di Palmi
La stazione di Palmi è una stazione ferroviaria posta sulla ferrovia Tirrenica Meridionale, a servizio dell'omonima città.

## Storia

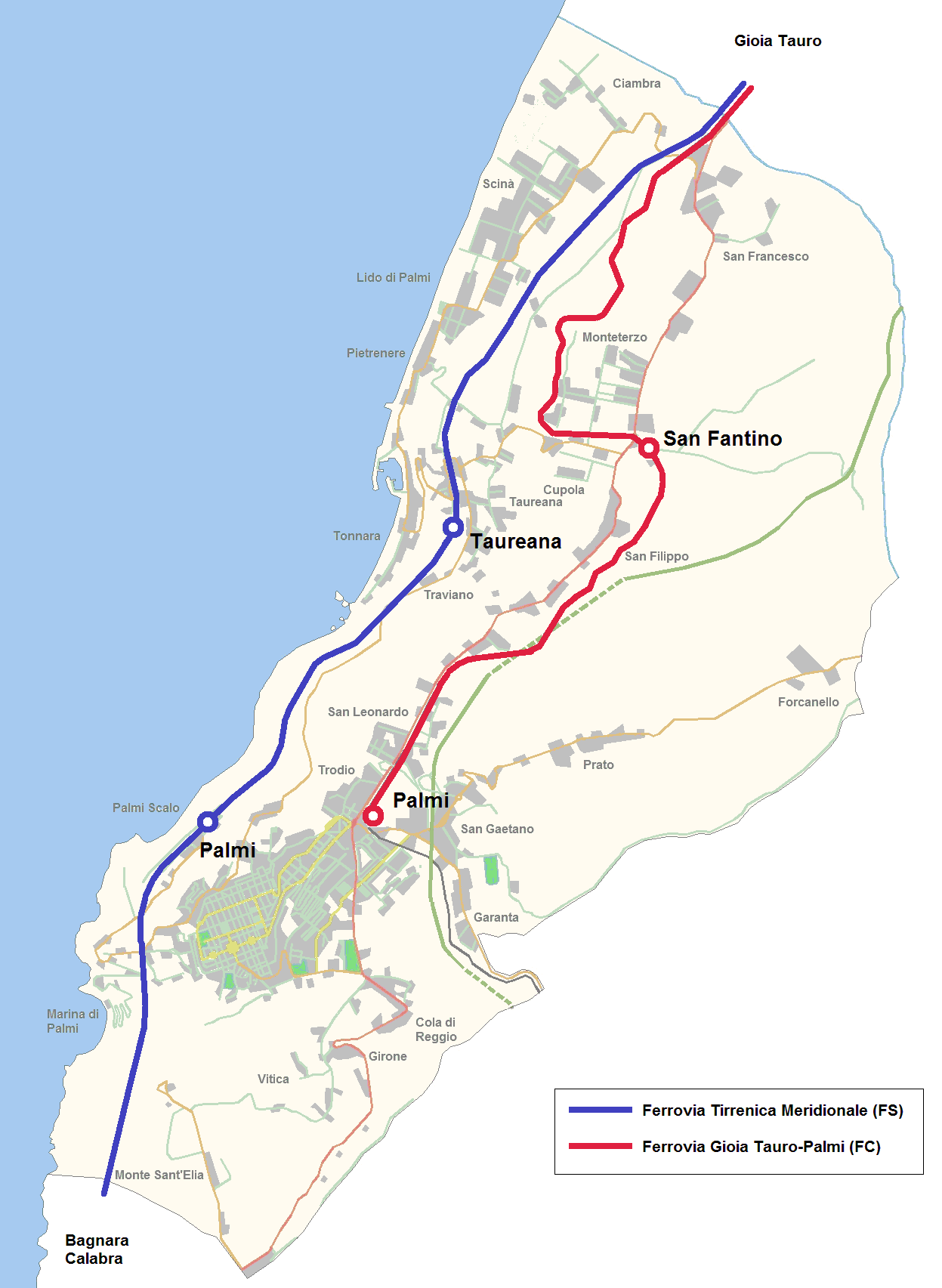
Le tratte ferroviarie nel territorio di Palmi

La stazione venne inaugurata ufficialmente il 31 dicembre 1888, in concomitanza con l'apertura della linea Bagnara Calabra-Palmi (10 km), tratta della ferrovia Reggio Calabria-Eboli. I lavori generali dell'opera erano iniziati nel 1873.
La progettazione della stazione ebbe notevoli difficoltà, in quanto le richieste della popolazione locale discostavano dalle scelte che fece una commissione apposita nominata per esaminare quale fosse il luogo più idoneo. La popolazione infatti chiese alla società di realizzare la stazione nel pianoro denominato "Torre", vicino al centro abitato, mentre la commissione scelse la zona denominata "Buffari", lontana dalla città e scarsamente accessibile. La scelta di quest'ultima portò all'approvazione, per realizzare l'opera, del "progetto Cornaglia" (l'ing. Cornaglia era il direttore generale dei lavori).
Negli anni seguenti il deputato Rocco De Zerbi, per ovviare alla localizzazione scomoda della stazione, ideò con altre personalità la creazione di una linea tramviaria che collegasse la ferrovia con la città e con alcuni centri vicini. Pertanto venne costituita, nel 1892, la Società per le Tramvie di Palmi, affidando la progettazione all'ing. Fedele, ma nessuna linea tramviaria venne mai realizzata.
La stazione venne ricostruita nel secondo dopoguerra, in occasione del raddoppio della linea, con l'erezione di un nuovo fabbricato viaggiatori. I lavori furono completati nel 1961.
In seguito alla dismissione della stazione di Taureana, la stazione successiva è Gioia Tauro.

## Strutture e impianti
La stazione dispone di 4 binari per servizio viaggiatori e del fabbricato viaggiatori.

## Movimento
La stazione è servita da treni regionali di Trenitalia operanti sulle relazioni Paola/Cosenza-Reggio Calabria/Melito di Porto Salvo e Rosarno-Reggio Calabria-Melito di Porto Salvo. È servita inoltre dall'InterCity Notte Reggio Calabria-Torino e vv.

## Servizi
La stazione è classificata da RFI nella categoria "bronze".
Le banchine a servizio dei binari sono collegate tra loro tramite un sottopassaggio pedonale.
La stazione, non è dotata di servizi fondamentali, come la biglietteria e i servizi igienici.

## Interscambi
Sul piazzale antistante la stazione osservano fermata gli autoservizi urbani per il centro cittadino, svolti dall'azienda municipale di trasporto Piana Palmi Multiservizi.
- Fermata autobus

## Galleria d'immagini

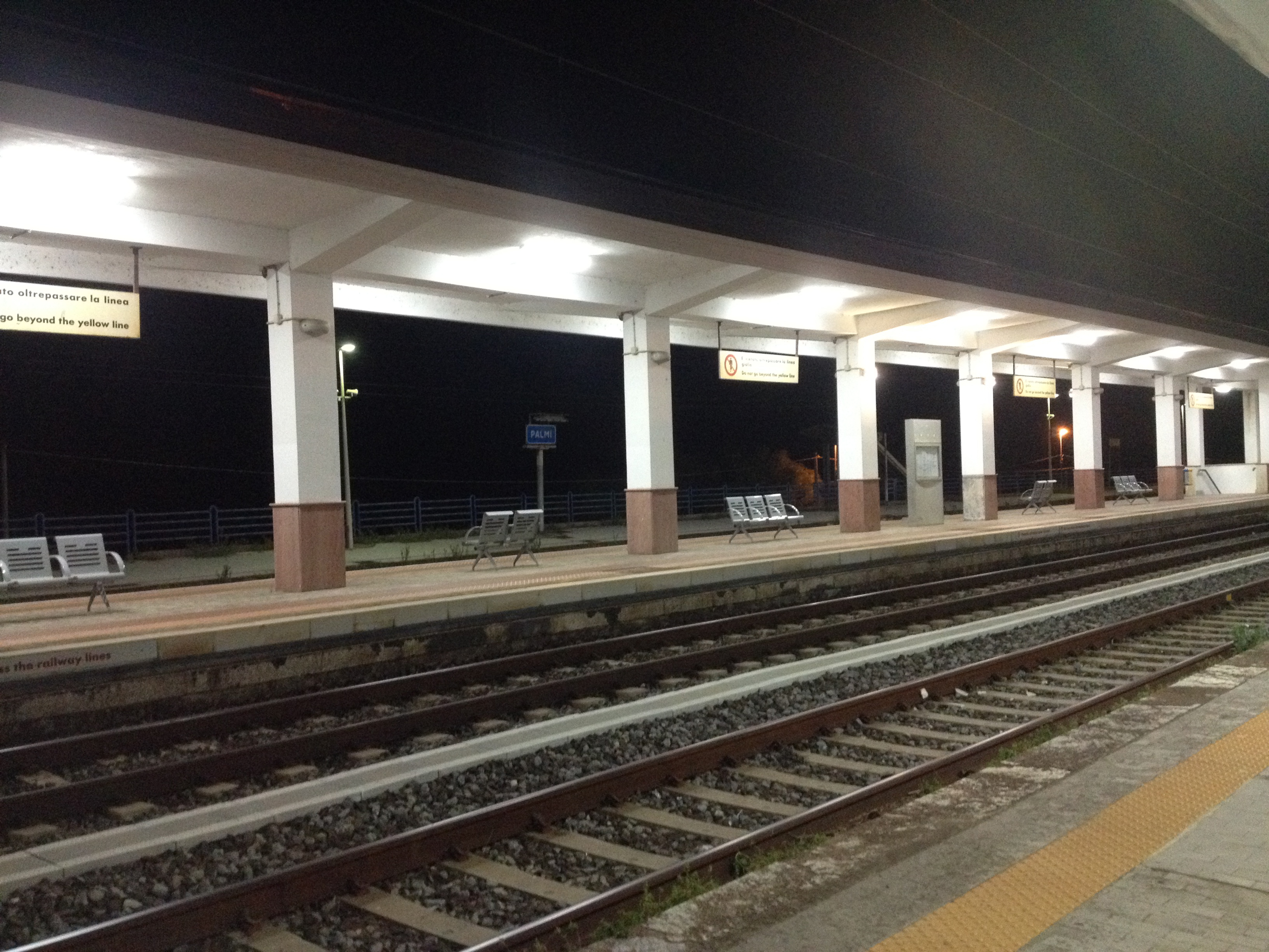
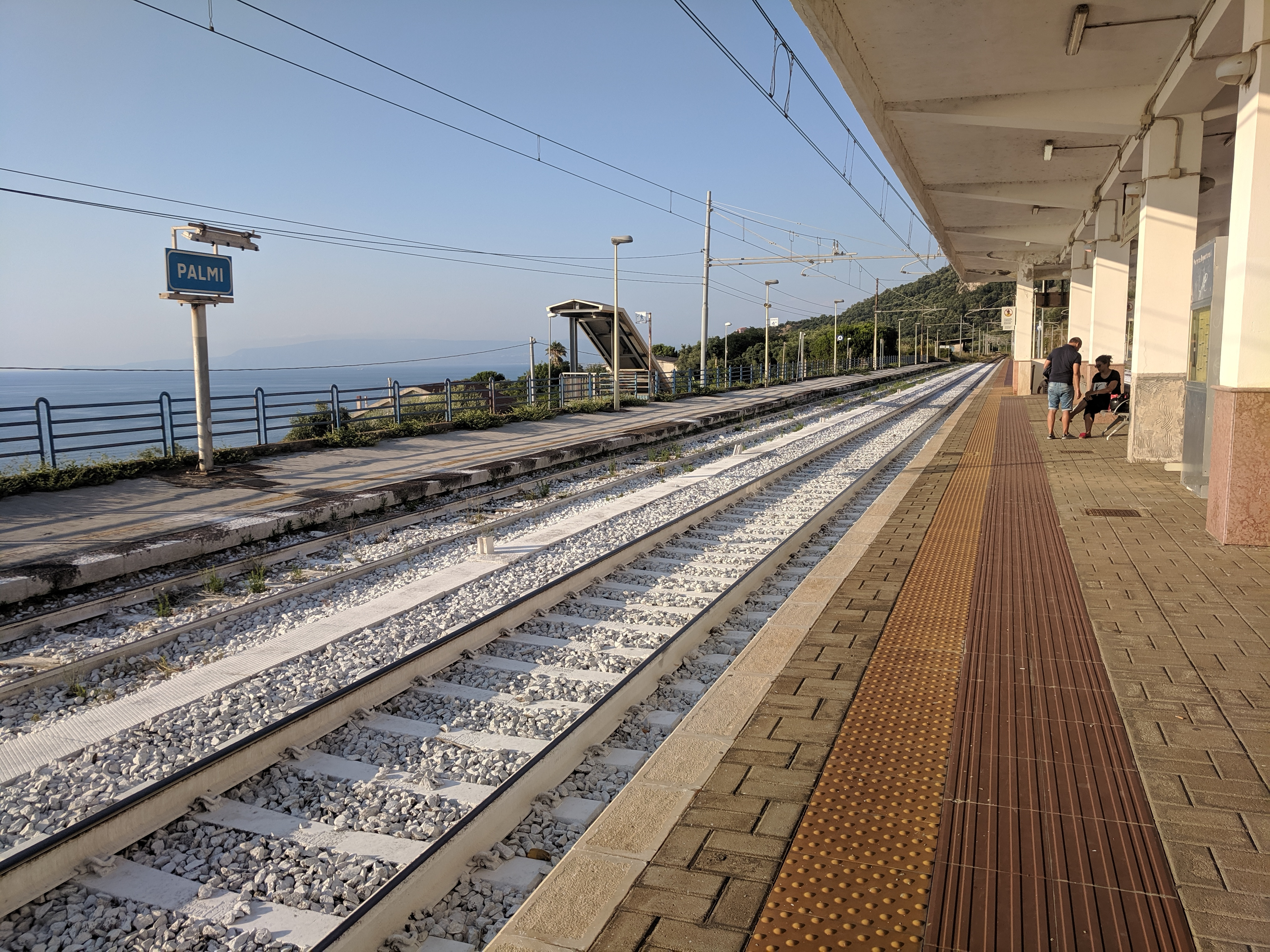